# قطاع الطرق لن يحكموا العالم
قطاع الطرق لن يحكموا العالم (بالتركية: Eşkıya Dünyaya Hükümdar Olmaz)؛ مسلسل تلفزيوني تركي تم عرضه على قناة أي تي في من إنتاج شركة «بانا القابضة» التي يرأسها «راجي شاشماز». من بطولة أوكتاي كينارجا، دنيز جكير وكنان جوبان. تم عرضه لأول مرة في 08 سبتمبر 2015.

## نظرة عن السلسلة
كان من المفترض بث موسم سابع من السلسلة ولكن في 31 أكتوبر 2021 أعلنت قناة atv بشكل مفاجئ عن انتهى السلسلة رسمياً.
| الموسم | الحلقات | الحلقات | الأصلي         | الأصلي        |
| الموسم | الحلقات | الحلقات | الأول          | الأخير        |
| ------ | ------- | ------- | -------------- | ------------- |
| 1      | 40      | 40      | 8 سبتمبر 2015  | 14 يونيو 2016 |
| 2      | 31      | 31      | 4 أكتوبر 2016  | 30 مايو 2017  |
| 3      | 36      | 36      | 19 سبتمبر 2017 | 12 يونيو 2018 |
| 4      | 32      | 32      | 25 سبتمبر 2018 | 28 مايو 2019  |
| 5      | 26      | 26      | 24 سبتمبر 2019 | 28 أبريل 2020 |
| 6      | 34      | 34      | 6 أكتوبر 2020  | 15 يونيو 2021 |

## القصة
الموسم الأول:
قصة عائلة «شاكر بيلي» وكيفية ادارتهم لحياتهم الاجتماعية والعملية في وسط المافيا. تتمحور القصة على شخصية «خضر شاكر بيلي» كبير العائلة وصاحب الكلمة الأخيرة وقصة حبه لزوجته «مريم شاكر بيلي» وعشيقته «نازلي» وادارته للمشاكل التي تحدث بينهم من ناحية ومشاكل رجال الأعمال أو المافيا وتجار السلاح الذين يتجمعون في الطاولة لحل المشاكل وإدارة أعمالهم وحرب الزعامة من ناحية أخرى.
الموسم الثاني:
تطرق إلى محاولة الانقلاب الفاشلة والحرب بين زعماء الطاولة بقيادة «شاكر» وعصابات الشوارع المتمثلة في عائلة «جولماز». وبعد القضاء على عصابات الشوارع (عائلة «جولماز») وانتهاء الحرب بدأت حرب جديدة كبيرة وخطيرة لدرجة وقوف الدولة التركية أي الاستخبارات مع المافيا ضد العقل المدبر وراء كل ما حدث في تركيا من محاولة الانقلاب الفاشلة والموجه لعائلة «جولماز» المتمثل في «أمريكا» أي «السي أي ايه» بالتحديد ومنعها من التحرك بحرية في تركيا ومن السيطرة على طاولة تجارة المافيا.... ظهور ابن خضر من «جيلان» عشقيته السابقة وخالة «الب اصلان».. موت «اوزار» وتعذيب «شاكر» من طرف «السي أي ايه», وحدوث علاقة حب بين «الياس» وعميلة الشركة الأمريكية «سوزي» بعد أن تطلق. بعدها ظهور عدو جديد للطاولة وهو من مؤسسيها الثلاثة «رُستم», يأخذ كل من «الياس» و «تيبي» و «شاهين اغا» عن طريق «ساركان» رئيس المخابرات الجديد مكان «داوود» ويعذبهم ولكن ينقذهم «نوزات» ويقبض على «ساركان» بتهمة خيانة الوطن. ثم ذهاب «داوود» إلى أنقرة بعد تسليم منصب رئاسة الاستخبارات ل «نوزات» ولكن بمخطط من «السي أي ايه» و «رُستم» تم اغتياله في الطريق بانفجار سيارته الخاصة المفخخة، ثم موت «رُستم» في الطاولة من طرف جميع الأعضاء بالإعدام وخروج «شاكر» من المافيا واستلام أخوه «الياس» مكانه كرأس العائلة في الحلقة الأخيرة.
الموسم الثالث:
بدأ بموت ابنة «خضر» («زينب أو زينو») أثناء تقاعده من المافيا في عطلة العائلة من طرف قناص. ومنه عودة «خضر» إلى الساحة من جديد وإلى منصبه القديم زعيم مافيا للعائلة للأخذ بالانتقام، وظهور شخصيات جديدة أصبحوا من أعضاء الطاولة هم: «يشار» الملقب ب «الوحيد» الذي أصبح صديق «الياس» و «خضر» ويمثل رجال الشوارع (المتشردين) أو كما يسميهم هو «الوحيدين»، و «أكرم» رجل الناتو وأمريكا المتحرك بابنته «سيلدا» والهادف من خلالها إلى السيطرة على الطاولة وافساد نظامها وقانونها بالتجارة بالمخدرات الذي هو ممنوع عند أعضائها وبشكل رئيسي لتشتيت كيان عائلة «شاكر بيلي»، وبعيدا عن الطاولة «ظفر» رجل جديد في جماعة «خضر» وأيضا «كارا مورسيل» من أبناء الدولة التركية القدماء والخائن لها الآن والهادف هو الآخر إلى زعزعة كيان الطاولة والقضاء على عائلة «شاكر بيلي»، وفي طريق الانتقام سقطت ضحايا كثيرة عدوة وحتى صديقة، فالضحية الصديقة تمثلت في: زوجة «ثروت» («مبجل»)، أما الضحايا العدوة تمثلت في: شاهد سري للدولة («عاصم») الذي مات بجهاز الربو الخاص به المفخخ من طرف «أونال»، القناص القاتل مات على يد «مريم شاكر بيلي»، رجل «أونال كابلان» الأيسر («يلماز») الذي ظهر خائن للدولة وللجميع لكونه عضو سري فعال في المنظمة العالمية «الغلاديو» والذي قتل على يد «أكرم» الذي أنقذ «مريم» منه في حين كان «خضر» و «تيبي» و «يشار» في السجن إثر قتل رجل مهم ل «مورسيل» وأصبح رجال «خضر شاكر بيلي» من المطلوبين لدى الدولة، ولكن تم بعدها تبرئة الجميع من خلال التوسط مع الدولة من خلال «نوزت». وموت «مورسيل» بعد الكثير من الأحداث على يد «تيبي» الذي أخذ انتقامه منه جراء حادثة محاولة الاغتيال التي أمرت ضده عندما كان في السجن، ولكن قبل ذلك عند الإمساك ب «مورسيل» وتعذيبه ظهور الخيانة الغير متوقعة من أحد وأخيرا المسؤول عن موت «زينو» هو «نوزت» الذي ظهر لقبه «القبطان» ومساعده السابق الملقب الآن ب «المبعوث»، وموت الإثنين، الأخير من طرف «خضر» وأخذ الانتقام بموت «نوزت» من طرف «فخري» بعد الإطاحة به بالتنكر كرجال مخابرات من قبل العائلة بمساعدة من «جيلان» التي ظهرت أنها من المخابرات هي الأخرى والتي إثر ذلك ارتفعت مكانتها في الدولة. وظهور رئيس المخابرات القديم السيد «داوود» على قيد الحياة وأن مسألة موته المزيف لكشف خونة الدولة كلها كانت عبارة عن خطة بينه وبين «أونال كابلان». ومن جهة أخرى تسليم ابن «خضر» («عمر») نفسه للشرطة نتيجة تسببه في مقتل شخص ما في حادثة مرور.

## الشخصيات
| الممثل                  | الشخصية             | الحلقة |
| ----------------------- | ------------------- | ------ |
| أوكتاي كينارجا          | خضر شاكر بيلي       | 1-     |
| دنيز جكير               | مريم شاكر بيلي      | 1-     |
| موجدا أوزمان            | نازلي               | 1-     |
| أوزان أكبابا            | ألياس شاكر بيلي     | 1-     |
| Yunus Emre Yıldırımer   | الب أصلان شاكر بيلي | 1-     |
| كنعان جوبان             | فخري                | 4-     |
| Yüksel Arıcı            | وهبي                | 1-     |
| Tarık Ünlüoğlu          | أونال               | 1-     |
| Emre Törün              | نوزت                | 1-     |
| Savaş Özdemir           | تيبي                | 1-     |
| Bahattin Doğan          | سليم                | 1-     |
| Bahattin Cüneyt Aksakal | رفيق                | 1-     |
| Hakan Karahan           | أوزار               | 1-     |
| Sinan Demirer           | سيفيسي              | 1-     |
| Tuna Orhan              | سيرفيت              | 1-     |
| Hakan Karsak            | أينشته              | 1-     |
| تورجاي تانوكو           | ساهين اجا           | 4-     |
| Can Bartu Aslan         | عمر شاكر بيلي       | 1-     |
| Ece Hakim               | زينب شاكر بيلي      | 1-     |
| Sabina Toziya           | خيرية شاكر بيلي     | 1-     |
| Oktay Gürsoy            | محمود               | 1-     |
| Selen Korkutan          | أوزلام              | 1-     |
| Benian Dönmez           | مبجل                | 1-     |
| Sevinç Gürsen Akyıldız  | خديجة               | 1-     |
| Sevcan Yaşar            | أسراء               | 2-     |

## روابط خارجية
- قطاع الطرق لن يحكموا العالم على موقع IMDb (الإنجليزية)
- قطاع الطرق لن يحكموا العالم على موقع كينوبويسك (الروسية)
- قطاع الطرق لن يحكموا العالم على موقع قاعدة بيانات الفيلم (الإنجليزية)